# Bailliage de Brandis
?–1607
Entités suivantes :
- Bailliage de Brandis

1607–1798
Entités précédentes :
- Baronnie de Brandis

La baronnie de Brandis est une baronnie située dans l'actuel canton de Berne. En 1607, Berne achète la baronnie et la transforme en bailliage de Brandis.

## Histoire
La baronnie appartient aux Brandis, puis à Ludwig de Diesbach dès 1441, Berne dès 1447, Kaspar von Scharnchtal dès 1455, et aux Pesmes et Montmajor dès 1482. Berne achète la baronnie en 1607 et en fait un bailliage.

## Baillis
Bien avant d'acheter la baronnie, les Bernois avaient imposé aux barons catholiques des baillis bourgeois de leur ville.